# Janville (Oise)
Janville és un municipi francès, situat al departament de l'Oise i a la regió dels Alts de França. L'any 2007 tenia 702 habitants.

## Demografia

### Població
El 2007 la població de fet de Janville era de 702 persones. Hi havia 242 famílies de les quals 60 eren unipersonals (28 homes vivint sols i 32 dones vivint soles), 75 parelles sense fills, 87 parelles amb fills i 20 famílies monoparentals amb fills.
La població ha evolucionat segons el següent gràfic:
Habitants censats

### Habitatges
El 2007 hi havia 255 habitatges, 246 eren l'habitatge principal de la família i 9 estaven desocupats. 235 eren cases i 20 eren apartaments. Dels 246 habitatges principals, 201 estaven ocupats pels seus propietaris, 38 estaven llogats i ocupats pels llogaters i 7 estaven cedits a títol gratuït; 2 tenien una cambra, 19 en tenien dues, 50 en tenien tres, 68 en tenien quatre i 107 en tenien cinc o més. 202 habitatges disposaven pel capbaix d'una plaça de pàrquing. A 116 habitatges hi havia un automòbil i a 101 n'hi havia dos o més.

### Piràmide de població
La piràmide de població per edats i sexe el 2009 era:
| Homes | Edats   | Dones |
| ----- | ------- | ----- |
| 0     | 95 o +  | 0     |
| 0     | 90 a 94 | 0     |
| 0     | 85 a 89 | 4     |
| 8     | 80 a 84 | 4     |
| 8     | 75 a 79 | 0     |
| 4     | 70 a 74 | 8     |
| 32    | 65 a 69 | 12    |
| 17    | 60 a 64 | 20    |
| 21    | 55 a 59 | 29    |
| 12    | 50 a 54 | 8     |
| 18    | 45 a 49 | 30    |
| 26    | 40 a 44 | 9     |
| 25    | 35 a 39 | 26    |
| 46    | 30 a 34 | 16    |
| 34    | 25 a 29 | 37    |
| 12    | 20 a 24 | 20    |
| 31    | 15 a 19 | 19    |
| 21    | 10 a 14 | 12    |
| 29    | 5 a 9   | 28    |
| 22    | 0 a 4   | 23    |

## Economia
El 2007 la població en edat de treballar era de 467 persones, 343 eren actives i 124 eren inactives. De les 343 persones actives 304 estaven ocupades (163 homes i 141 dones) i 39 estaven aturades (23 homes i 16 dones). De les 124 persones inactives 44 estaven jubilades, 38 estaven estudiant i 42 estaven classificades com a «altres inactius».

### Ingressos
El 2009 a Janville hi havia 244 unitats fiscals que integraven 649,5 persones, la mediana anual d'ingressos fiscals per persona era de 17.867 €.

### Activitats econòmiques
Dels 67 establiments que hi havia el 2007, 1 era d'una empresa extractiva, 1 d'una empresa de fabricació d'altres productes industrials, 4 d'empreses de construcció, 2 d'empreses de comerç i reparació d'automòbils, 51 d'empreses de transport, 2 d'empreses d'hostatgeria i restauració, 1 d'una empresa d'informació i comunicació, 1 d'una empresa immobiliària, 3 d'empreses de serveis i 1 d'una empresa classificada com a «altres activitats de serveis».
Dels 4 establiments de servei als particulars que hi havia el 2009, 2 eren paletes, 1 restaurant i 1 agència immobiliària.

## Equipaments sanitaris i escolars
El 2009 hi havia una escola elemental.

## Poblacions més properes
El següent diagrama mostra les poblacions més properes.